# 下落合
下落合（日语：／ Shimo-ochiai */?）是東京都新宿區的町名。2013年8月1日為止的人口有14,173人。郵遞區號為161-0033。

## 地理
源自於因此地為妙正寺川與神田川的匯流點而稱為「落合」，因水利之便，江戶時代初期成為染色工業的中心之一，現在依然聚集洗張、乾洗清潔等纖維相關企業。河川拓寬以前，每當颱風或集中性豪雨造成水位暴漲時便會發出警報。目白站周邊的二丁目、三丁目為高級住宅區。

## 歷史

### 沿革
- 1878年11月2日 - 郡區町村編制法施行，為南豐島郡下落合村。
- 1889年5月1日 - 町村制施行，為南豐島郡落合村，下落合村為落合村大字下落合。
- 1900年 - 近衛家購入土地。其他大地主有宇田川家、相馬家、福室家、早稻田大學（大隈家）等。
- 1917年 - 堤康次郎在此地成立東京護謨株式會社（後西武橡膠 → 西武聚合物化成 → 西武聚合物化工），為西武集團發展的基礎。
- 1922年 - 近衛家賣出土地。高級住宅街『目白文化村』開始銷售。
- 1923年9月1日 - 關東大地震。受害較輕的都心災民移入目白文化村，人口急增。
- 1924年2月1日 - 町制施行。
- 1927年4月16日 - 西武鐵道（初代）村山線（現在的西武新宿線）下落合站開業。
- 1930年7月3日 - 下落合站往西遷移300公尺。
- 1932年10月1日 - 東京市淀橋區成立，落合町編入東京市，分（舊）下落合一丁目至下落合五丁目。
- 1935年3月 - 飛機零件製造商關東重工業（之後的雙葉產業）開設本社工廠。
- 1944年～1945年 - 東京大空襲，軍需工場為中心的低地幾乎化為焦土。
- 1960年代 - 新目白通（通稱『十三間道路』、東京都道8號千代田練馬田無線）開始整備，進行大規模區劃整理。
- 1972年1月1日 - 實施住居表示，成立（現）下落合一丁目至下落合四丁目。
- 1975年3月 - 西武聚合物化成移往埼玉工場。舊址改為落合中央公園。

### 地名由來
江戶時代，落合村分成東西兩村時，靠近京都為上，遠離京都為下。

## 設施
- 下落合站
- 聖母醫院、聖母之家、聖母大學、上智大學總合人間科學部看護學科
- 日本聖書神學校（學校法人聖經學園）
- 冰川神社
- 東京富士大學
- S. T.本社
- 不二夫製作公司
- 神田精養軒
- 御留山公園、下落合野鳥之森公園 - 新宿區立公園、原將軍家御狩場
- 落合中央公園 - 西武聚合物化成舊址
- 東京都下水道局落合水再生中心、都營巴士小瀧橋營業所 - 關東重工業舊址
- 林芙美子紀念館

## 圖片

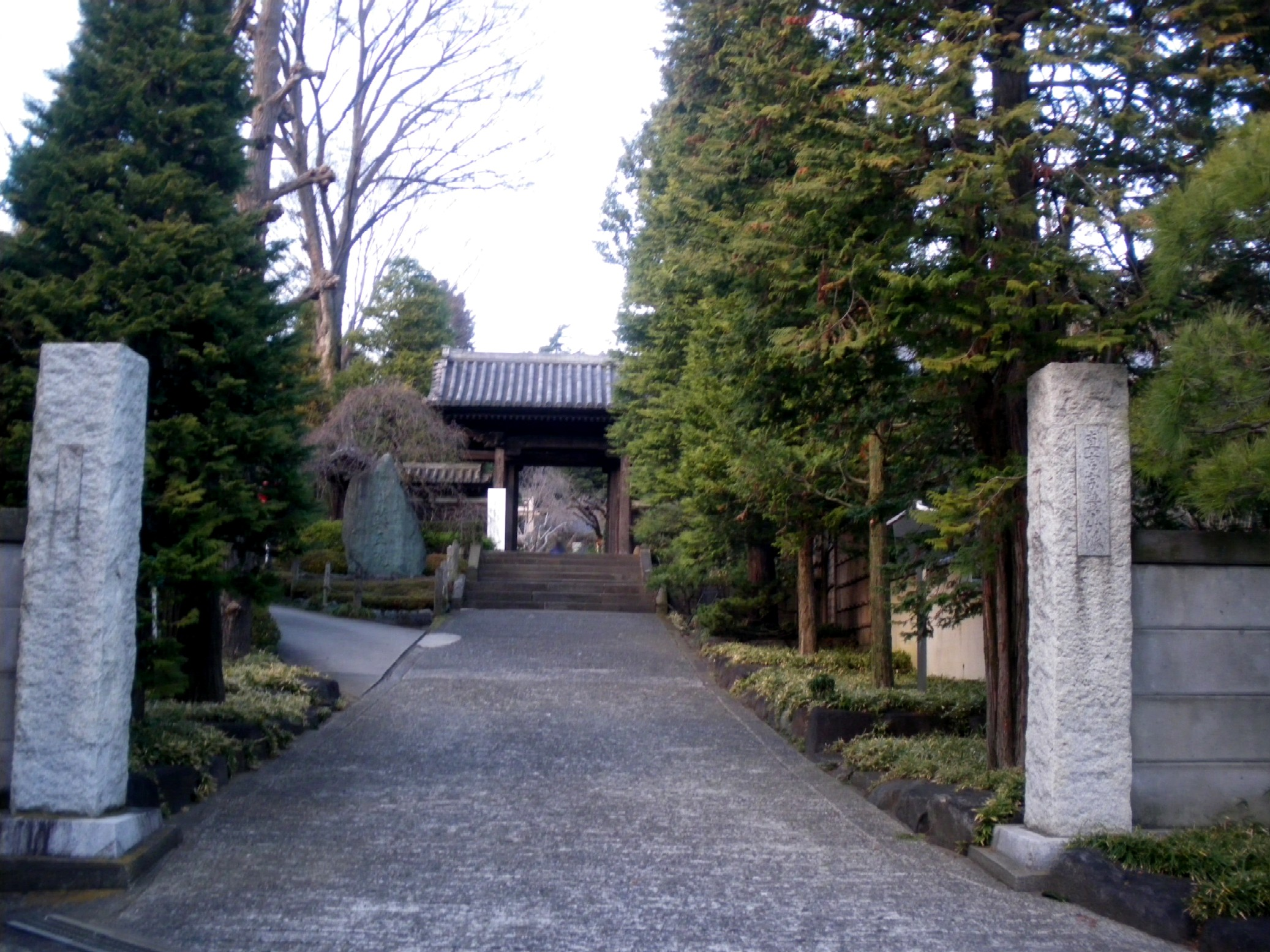
藥王院
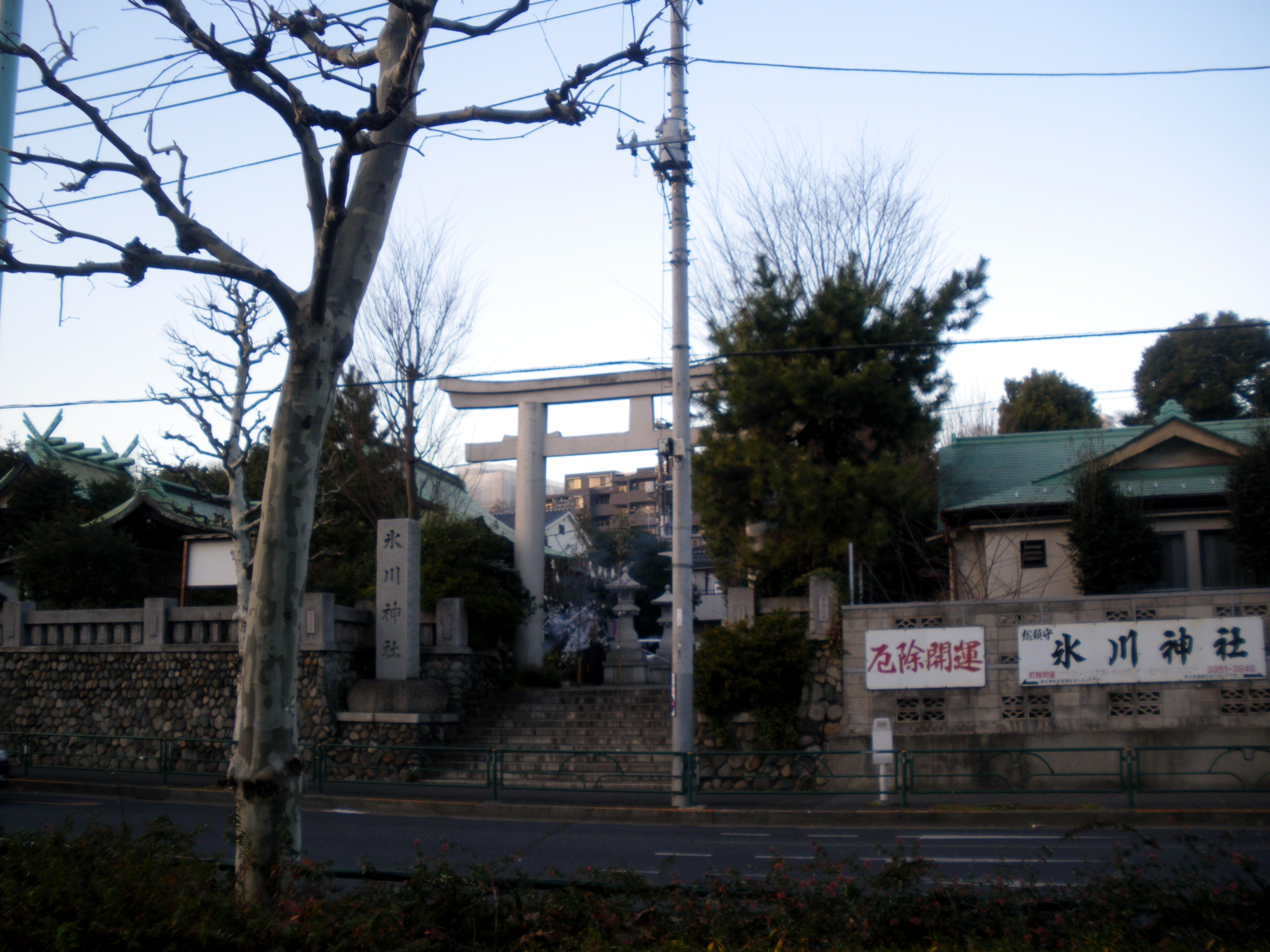
冰川神社
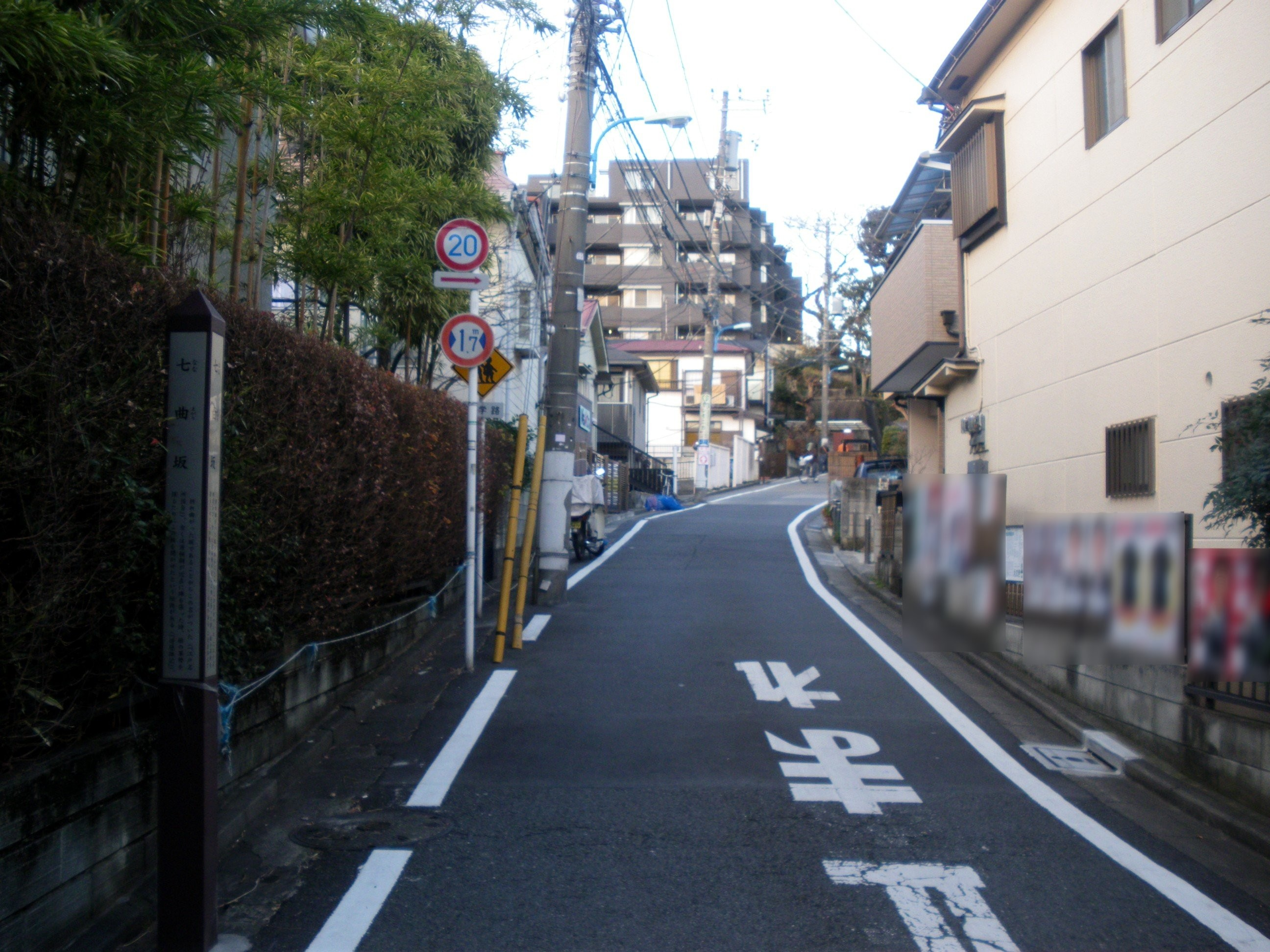
七曲坂
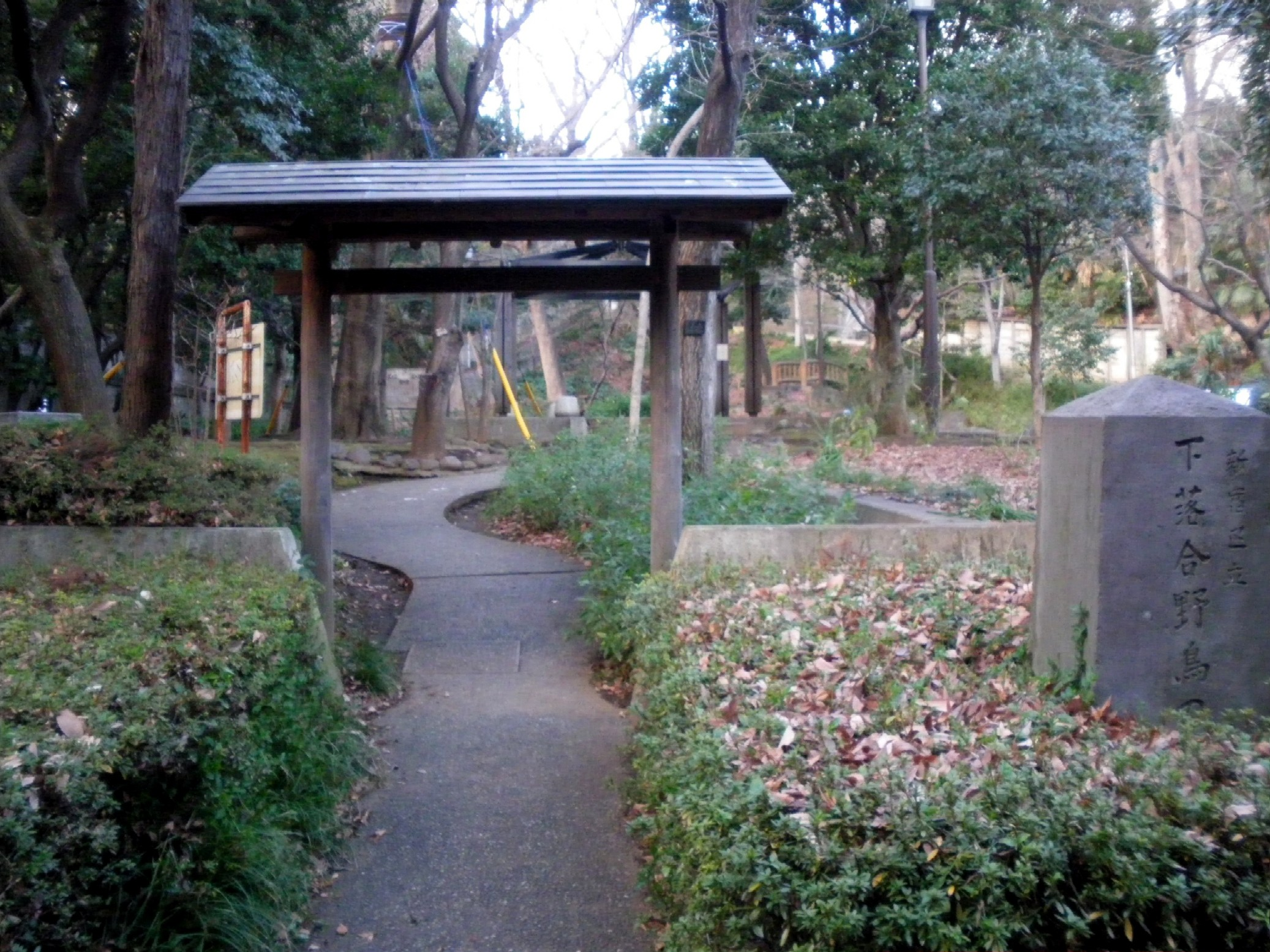
下落合野鳥之森公園
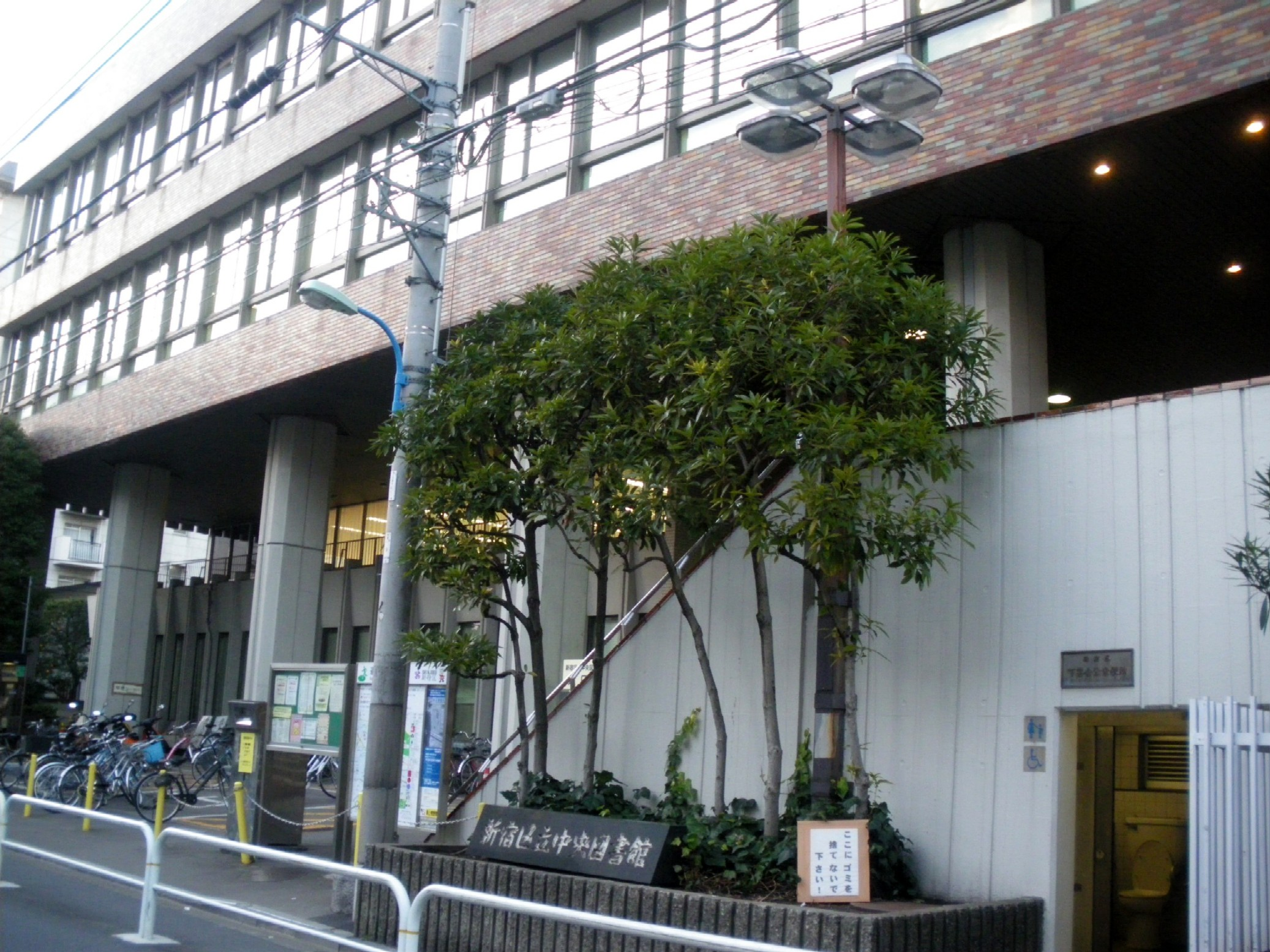
新宿區立中央圖書館
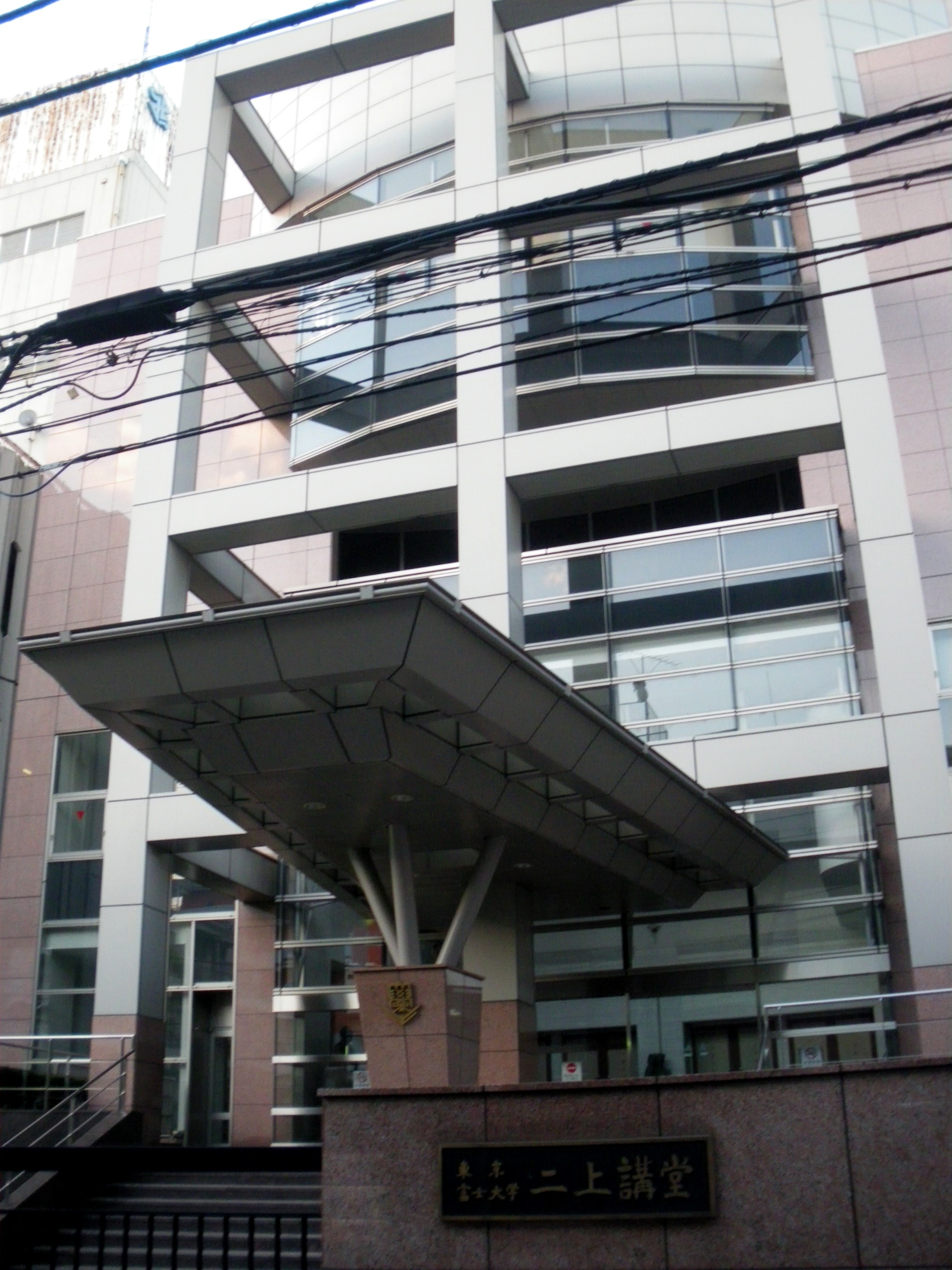
東京富士大學二上講堂

## 備註
1. ↑  『角川日本地名大辞典 13　東京都』、角川書店、1991年再版、P874
2. ↑  .   [2013-08-10]. （原始内容存档于2014-08-19）.
3. ↑  落合地域：中落合・上落合・西落合・中井

## 外部連結
- 新宿區落合第一特別出張所